# 查尔斯·哈普古德
查尔斯·哈钦斯·哈普古德（英語：Charles Hutchins Hapgood，1904年5月17日—1982年12月21日）是一位美国大学教授和作家，他是灾难性极移假说的支持者。他认为旧石器时代晚期的先进文化曾经存在，并因灾难事件而消亡。晚年在马萨诸塞州格林菲尔德被一辆汽车撞倒，并于1982年12月21日去世。